# Charles Brooker
Pour les articles homonymes, voir Brooker.
Charles Brooker (né le 25 mars 1932 à Toronto et mort le 18 décembre 2020 à Meaford, Ontario) est un joueur canadien de hockey sur glace. Lors des Jeux olympiques d'hiver de 1956, il remporte la médaille de bronze.

## Palmarès
- Médaille de bronze aux Jeux olympiques de Cortina d'Ampezzo en 1956